# Taça de Portugal 1957-1958
La Taça de Portugal 1957-1958 fu la 18ª edizione della Coppa di Portogallo. Il Porto batté in finale allo Stadio nazionale di Jamor i campioni in carica del Benfica e si aggiudicò la sua seconda Coppa di Portogallo.

## Squadre partecipanti
In questa edizione erano presenti tutte le 14 squadre di Primeira Divisão, il Marítimo come campione di Madera (qualificato ai quarti) e le due squadre vincitrici dei campionati coloniali di Angola e Mozambico (qualificate in semifinale).

### Primeira Divisão

#### 14 squadre
| - Académica - Barreirense - Belenenses - Benfica - Braga | - Caldas - CUF Barreiro - Lusitano - Oriental Lisbona - Porto | - Salgueiros - Sporting Lisbona - Torreense - Vitória Setúbal |

### Altre partecipanti
- Marítimo (campione di Madera)
- Ferroviário da Huíla (campione di Angola)
- Desp. Lourenço Marques (campione di Mozambico)

## Primo turno
|                  | Risultato |                  | Andata | Ritorno |  |
| ---------------- | --------- | ---------------- | ------ | ------- |  |
| Sporting Lisbona | 2 - 1     | Torreense        | 1 - 1  | 1 - 0   |  |
| Caldas           | 2 - 4     | Salgueiros       | 1 - 2  | 1 - 2   |  |
| Lusitano         | 3 - 6     | Barreirense      | 3 - 2  | 0 - 4   |  |
| Porto            | 4 - 3     | Braga            | 3 - 0  | 1 - 3   |  |
| CUF Barreiro     | 2 - 3     | Vitória Setúbal  | 2 - 2  | 0 - 1   |  |
| Benfica          | 3 - 1     | Belenenses       | 1 - 0  | 2 - 1   |  |
| Académica        | 4 - 2     | Oriental Lisbona | 3 - 0  | 1 - 2   |  |

## Quarti di finale
|                 | Risultato |                  | Andata | Ritorno |  |
| --------------- | --------- | ---------------- | ------ | ------- |  |
| Vitória Setúbal | 1 - 3     | Sporting Lisbona | 1 - 1  | 0 - 2   |  |
| Salgueiros      | 0 - 4     | Barreirense      | 0 - 1  | 0 - 3   |  |
| Porto           | 4 - 2     | Marítimo         | 3 - 1  | 1 - 1   |  |
| Benfica         | 3 - 0     | Académica        | 1 - 0  | 2 - 0   |  |

## Semifinali (1)
|                  | Risultato |         | Andata | Ritorno |  |
| ---------------- | --------- | ------- | ------ | ------- |  |
| Sporting Lisbona | 2 - 5     | Porto   | 2 - 2  | 0 - 3   |  |
| Barreirense      | 1 - 3     | Benfica | 1 - 0  | 0 - 3   |  |

## Semifinali (2)
|                        | Risultato |         | Andata | Ritorno |  |
| ---------------------- | --------- | ------- | ------ | ------- |  |
| Ferroviário da Huíla   | 3 - 17    | Benfica | 2 - 6  | 1 - 11  |  |
| Desp. Lourenço Marques | 3 - 15    | Porto   | 2 - 6  | 1 - 9   |  |

## Finale
| Arbitro: | Álvaro Rodrigues (Coimbra) |

|  |           |             |
|  | Marcatori | 52’ Hernâni |

| Benfica | Porto |

### Formazioni
| Benfica     |   |                    |
|             |   |                    |
| POR         | 1 | José Bastos        |
| DIF         |   | Manuel Serra       |
| DIF         | 2 | Zézinho ()         |
| DIF         |   | Mário João         |
| CEN         |   | Francisco Calado   |
| CEN         |   | Leonel Pegado      |
| CEN         |   | Mário Coluna       |
| CEN         |   | Francisco Palmeiro |
| ATT         |   | José Águas         |
| ATT         |   | José Maria         |
| ATT         |   | Manuel Azevedo     |
| Sostituiti: |   |                    |
| Allenatore: |   |                    |
| Otto Glória |   |                    |

| Porto       |   |                   |
|             |   |                   |
| POR         | 1 | Manuel Pinho      |
| DIF         | 2 | Virgílio ()       |
| DIF         |   | Miguel Arcanjo    |
| DIF         |   | António Barbosa   |
| DIF         |   | Ângelo Sarmento   |
| CEN         |   | Gastão Gonçalves  |
| CEN         |   | Osvaldo Silva     |
| CEN         |   | Hernâni           |
| ATT         |   | Carlos Duarte     |
| ATT         |   | Fernando Perdigão |
| ATT         |   | Albano Sarmento   |
| Sostituiti: |   |                   |
| Allenatore: |   |                   |
| Otto Bumbel |   |                   |